# Nature
О российском журнале см. Природа (журнал)
Nature (в переводе с англ. — «Природа») — британский журнал, в котором публикуются исследования в основном естественно-научной тематики. Один из самых старых и авторитетных общенаучных журналов мира.

## История

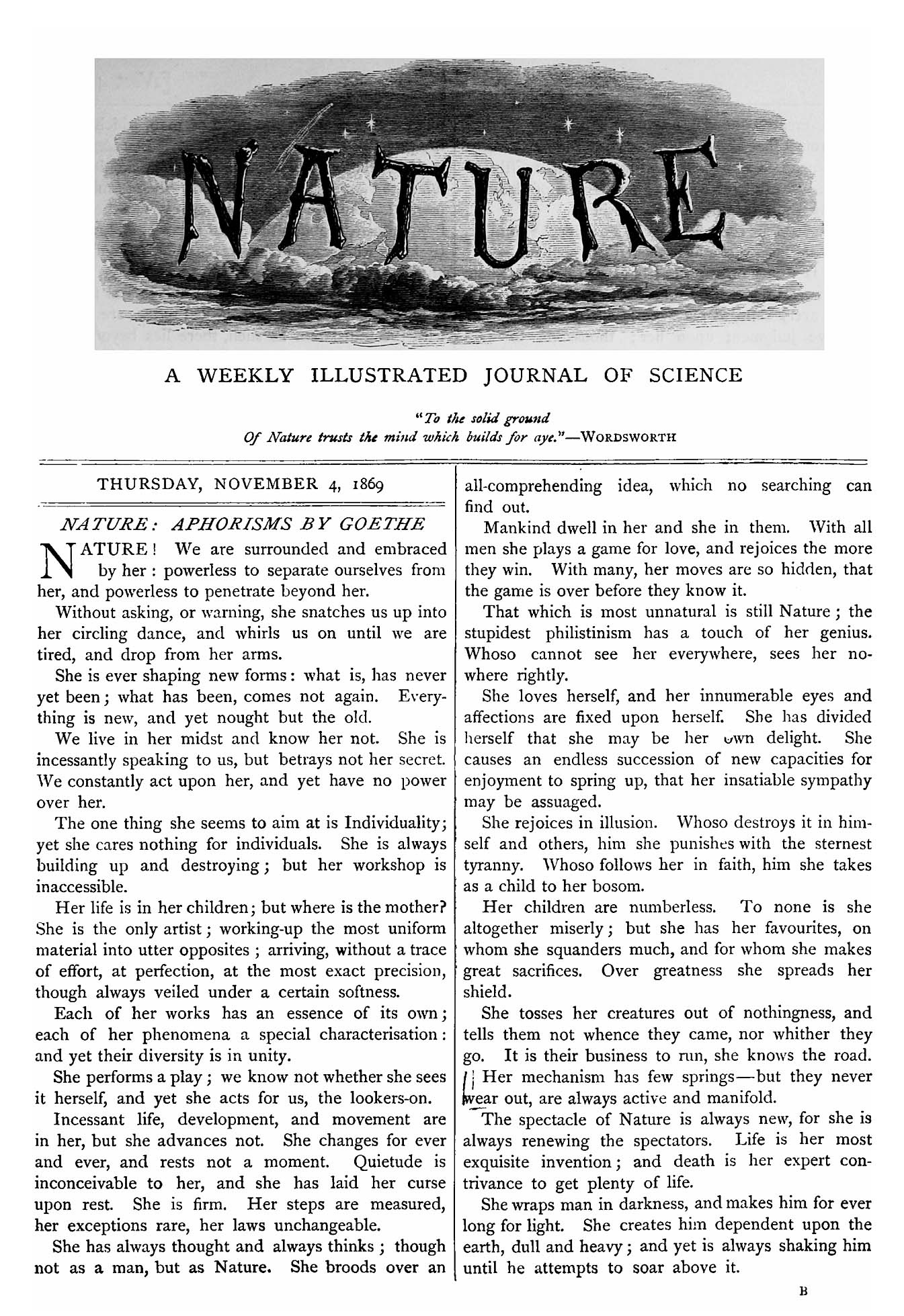
Обложка первого номера (4 ноября 1869 г.)

Первый номер журнала Nature был издан 4 ноября 1869 года английским физиком сэром Джозефом Норманом Локьером, который оставался редактором журнала до 1919 года.
Одно время расистская и фашистская идеология была настолько популярной в научных кругах, что знаменитой указывают опубликованную в журнале в 1938 г. статью об арийской и еврейской физике.
Nature редактируется в Великобритании издательством Nature Publishing Group и издаётся в Лондоне. У журнала есть также офисы в Нью-Йорке, Сан-Франциско, Вашингтоне, Токио, Париже, Мюнхене и Бейзингстоке.

## Тематика
Журнал ориентирован на научных работников, однако в начале каждого издания публикуется краткое популярное изложение важнейших публикаций. В колонке редактора и разделе «Новости» (англ. News Articles) сообщается о событиях, интересных специалистам во всех областях. Остальная часть журнала состоит из оригинальных исследований, предполагающих наличие у читателя специальных знаний в соответствующей области.
С 2005 года журнал публикует подкасты, где вкратце обсуждаются достижения науки и публикации за последнюю неделю — две.

## Влияние
Публикации в таких журналах, как Nature или Science, крайне престижны, так как статьи из них часто цитируются, а автор получает широкую известность и за пределами своей области науки. Так, импакт-фактор Nature в 2012 году был равен 38,597, то есть каждая статья за два года, прошедших после публикации, в среднем цитируется более 38 раз. В 2009 году вошёл в Список 100 самых влиятельных журналов биологии и медицины за последние 100 лет под № 1 и был назван Журналом Столетия.
Однако критерии отбора статей в Nature (как и в Science) чрезвычайно жёстки. Большинство направляемых в Nature статей отсеиваются ещё до стадии рецензирования, поскольку результаты исследований, описанные в предлагаемой к публикации статье, должны представлять существенное продвижение в той или иной области науки. Так, именно в Nature были опубликованы статьи:
- об открытии рентгеновских лучей (W. C. Röntgen. On a new kind of rays. // Nature. — 1896. — Т. 53, № 1369. — С. 274—276.)
- об экспериментальном обнаружении волновой природы электрона (C. Davisson and L. H. Germer. The scattering of electrons by a single crystal of nickel. Nature, 119 (1927) 558—560).
- об открытии нейтрона (J. Chadwick. Possible existence of a neutron. Nature, 129 (1932) 312).
- об открытии деления атомного ядра (L. Meitner, O. R. Frisch. Disintegration of uranium by neutrons: a new type of nuclear reaction. Nature, 143 (1939) 239—240).
- об открытии спиральной структуры ДНК (J. D. Watson and F. H. C. Crick. Molecular structure of Nucleic Acids: A structure for deoxyribose nucleic acid. Nature, 171 (1953) 737—738).
- о создании первого лазера (T. H. Maiman . Stimulated Optical Radiation in Ruby. Nature, 187 (6 August 1960) 493—494)[8].
- об обнаружении озоновой дыры над Антарктикой (J. C. Farman, B. G. Gardiner and J. D. Shanklin. Large losses of total ozone in Antarctica reveal seasonal ClOx/NOx interaction. Nature, 315 (1985) 207—210).
- про первое клонирование млекопитающего (овца Долли) (I. Wilmut, A. E. Schnieke, J. McWhir, A. J. Kind and K. H. S.Campbell. Viable offspring derived from fetal and adult mammalian cells. Nature, 385 (1997) 810—813).
- о расшифровке человеческого генома (International Human Genome Sequencing Consortium. Initial sequencing and analysis of the human genome // Nature. — 2001. — Т. 409, № 6822. — С. 860—921.).

В 2009 году 3 из 5 самых цитируемых в мире статей по биологии были напечатаны в журнале Nature.

## Критика
Нобелевский лауреат по медицине 2013 года Рэнди Шекман при вручении ему премии заявил, что ведущие научные журналы, среди которых и Nature, мешают научному процессу, так как желание увидеть свою публикацию в ведущих журналах побуждает учёных «срезать углы» и заниматься тем, что считается модным, а не тем, что важнее для науки. Кроме того, по мнению Шекмана, проблема в том, что редакторы этих журналов являются не учёными, а издателями и их интересуют прежде всего шумиха, сенсация и фурор. Он пообещал больше не отправлять свои статьи в журналы Nature, Cell и Science.
Академик РАН Е. Д. Свердлов, кроме случая с Шекманом, также обращает внимание на инцидент с японскими учёными из Центра биологии развития Института физико-химических исследований (RIKEN), опубликовавшими в 2014 году в журнале две статьи с изложением итогов опытов над зрелыми клетками мышей, подвергавшихся различному роду стрессовых воздействий, включая погружение в кислоту — метод, получивший известность под названием «получение плюрипотентности, вызванной стимулом» (англ. stimulus-triggered acquisition of pluripotency, STAP), в ходе которых ими был обнаружен новейший способ преобразования клеток в эмбрионально-подобное (плюрипотентное) состояние. Данное исследование первоначально было высоко оценено мировым научным сообществом, поскольку являлось теоретическим и медицинским открытием и позволяло упростить получение стволовых клеток необходимых для пересадки. Однако в дальнейшем в ходе внутреннего расследования RIKEN было обнаружено, что Харуко Обоката, являвшаяся ключевым лицом в группе исследователей, совершила крупный подлог с фотографиями и рисунками. Следствием этого стал отзыв публикаций и самоубийство научного руководителя исследования Ёсики Сасаи, решившегося на это, чтобы сохранить лицо.
В 2018 году группа исследователей из США, Швеции, Новой Зеландии, Сингапура, Германии, Нидерландов и Китая под руководством психолога Б. Нозека повторила эксперименты по общественным наукам, результаты которых были опубликованы в журналах Science и Nature в 2010—2015 годах, и выяснила, что из 21 эксперимента только 13 (62 %) прошли проверку на воспроизводимость.